# Noras Bean
Noras Bean, född 9 juni 2005 i Rimbo i Stockholms län, död 12 februari 2023, var en svensk varmblodig travhäst. Han tränades av Ulf Stenströmer och kördes oftast av Stefan Söderkvist.
Noras Bean tävlade åren 2008–2015 och sprang in 12 miljoner kronor på 77 starter varav 22 segrar, 18 andraplatser och 11 tredjeplatser. Han tog karriärens största segrar i Gran Premio Continentale (2009), Gran Premio delle Nazioni (2012), Prix de France (2014) och Grote Prijs der Giganten (2014). Han kom även på andraplats i lopp som Konung Gustaf V:s Pokal (2009), Ina Scots Ära (2009), Critérium Continental (2009), Oslo Grand Prix (2010), Jubileumspokalen (2010), Svenskt Mästerskap (2011) och Jämtlands Stora Pris (2012).

## Karriär

### Tiden som unghäst
Noras Bean började tävla som treåring säsongen 2008. Han gjorde sin första start den 19 maj 2008 på Mantorptravet med Björn Goop i sulkyn. Han lyckades vinna debutloppet trots att han under loppets gång galopperat och tappat flera meter. Därefter började han köras av Stefan Söderkvist, som var hans ordinarie kusk under hela karriären. Han tog totalt fem segrar på tio starter under debutsäsongen, och var sämre en trea endast vid ett tillfälle.
Han gjorde sin första V75-start i Konung Gustaf V:s Pokal den 14 maj 2009 på Åbytravet. Han slutade på andraplats i loppet, slagen med en längd av Knockout Rose. Nästa start blev Ina Scots Ära den 8 juni 2009, där han återigen slutade tvåa bakom Knockout Rose. Han tog ytterligare en andraplats i ett stort lopp den 21 juli, då han kom på andraplats i Eskilstuna Fyraåringstest. Han tog sin största seger under året i Gran Premio Continentale i Bologna den 27 september 2009. Han avslutade 2009 med två andraplatser, först i Solvalla Grand Prix den 25 november och därefter i Critérium Continental den 27 december på Vincennesbanan i Paris.

### Världseliten (2010–2015)
Säsongen 2010 började Noras Bean tävla mot den äldre eliten. Han etablerade sig snabbt som en av Sveriges främsta travhästar, och tog under året andraplatser i Oslo Grand Prix och Jubileumspokalen. Under 2011 kom han bland annat tvåa i Svenskt Mästerskap samt på tredjeplats i Norrbottens Stora Pris, Sundsvall Open Trot och Gran Premio delle Nazioni.
I finalen av Olympiatravet den 21 april 2012 kom han trea bakom vinnande Commander Crowe. Senare under säsongen kom han även på andraplats i Jämtlands Stora Pris och på tredjeplats i Norrbottens Stora Pris. Den 11 november 2012 vann han det italienska storloppet Gran Premio delle Nazioni.
Han deltog i det franska vintermeetinget 2013/2014. Han tog sin största seger under vintermeetinget i Prix de France den 9 februari 2014, vilket även blev hans största seger i karriären. Under hösten 2014 segrade han i Grote Prijs der Giganten i Nederländerna på tangerat löpningsrekord.
Noras Bean deltog i sitt sista travlopp den 11 april 2015 på Jägersro i ett deltävlingslopp av Olympiatravet. Han vann loppet, närmast före tvåan Maven. Den 20 april 2015 meddelade tränare Stenströmer att Noras Bean slutar att tävla på grund av skadeproblem.

### Död
Efter tävlingskarriären var Noras Bean verksam som avelshingst. Han avlivades den 12 februari 2023 på grund av ålderskrämpor.